# Mistrzostwa Świata w Łucznictwie 1977
29. Mistrzostwa Świata w Łucznictwie odbyły się między 8 a 11 lutego 1977 w Canberze w Australii. Organizatorem była Międzynarodowa Federacja Łucznicza. Jedyny medal dla Polski – srebrny – zdobyła Jadwiga Wilejto.

## Medaliści

### Strzelanie z łuku klasycznego
| Konkurencja            | Złoto                                                                      | Srebro                                                                   | Brąz                                                                |
| Indywidualnie kobiet   | Luann Ryon                                                                 | Jadwiga Wilejto                                                          | Irene Daubenspeck                                                   |
| Indywidualnie mężczyzn | Richard McKinney                                                           | Takashi Kamei                                                            | Leandro De Nardi                                                    |
| Drużynowo kobiet       | Stany Zjednoczone · Luann Ryon · Irene Daubenspeck · Ruth Rowe             | ZSRR · Zebiniso Rustamowa · Lhamo Bubiewna Daszirabdanowa · Olga Rulenko | Australia · Carole Mary Toy · Maureen Adams · Shirley Vera Chessher |
| Drużynowo mężczyzn     | Stany Zjednoczone · Darrell Pace · Richard McKinney · Edwin Murray Eliason | Włochy · Leandro De Nardi · Giancarlo Ferrari · Sante Spigarelli         | Japonia · Takashi Kamei · Takayoshi Matsushita · Hiroshi Michinaga  |

## Klasyfikacja medalowa
| Lp. | Państwo           | Złoto | Srebro | Brąz | Razem |
| 1.  | Stany Zjednoczone | 4     | 0      | 1    | 5     |
| 2.  | Japonia           | 0     | 1      | 1    | 2     |
| 2.  | Włochy            | 0     | 1      | 1    | 2     |
| 4.  | Polska            | 0     | 1      | 0    | 1     |
| 4.  | ZSRR              | 0     | 1      | 0    | 1     |
| 6.  | Australia         | 0     | 0      | 1    | 1     |